# 月球南极

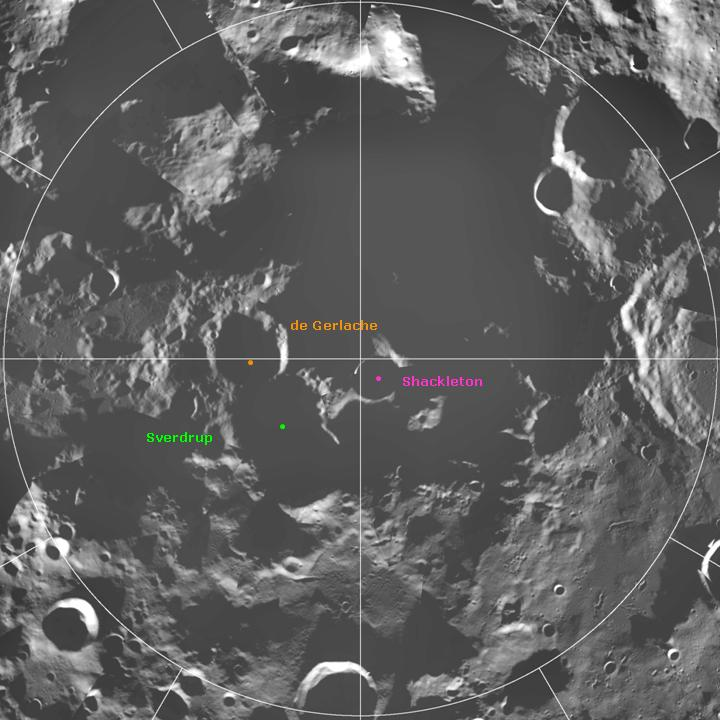
克莱门汀号拍摄的月球南极区

月球南极是科学家们特别感兴趣的地方，因为该区域永夜坑处于永久阴影中，因此可能存在水冰。在月球南北二极中，南极可能更有趣，因为该区域的阴影区远大于北极。南极陨石坑坑底是月球上唯独阳光照射不到的地方，因而，南极陨石坑是含有早期太阳系化石记录的寒冷深窖。相較之下，月球北極地區類似的掩蔽隕石坑數量就少得多。

## 地理

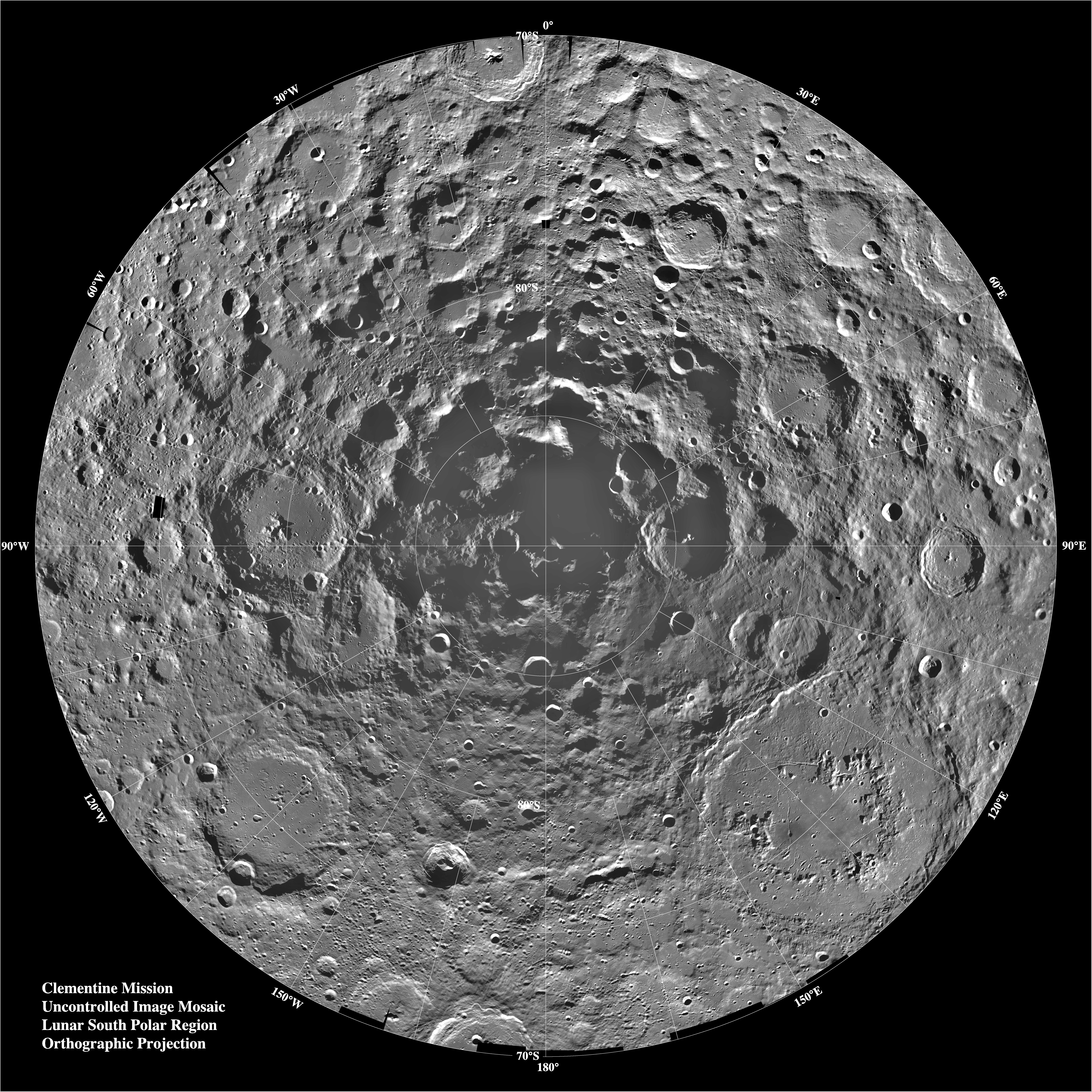

月球南極位於極地南極圈的中心（南緯80°至南緯90°）。月球南極已從數十億年前的原始位置偏移了5 度。這種偏移改變了月球的旋轉軸，使陽光能夠到達以前被陰影的區域，但南極仍然具有一些完全陰影的區域。 軸旋轉與橢圓平面成 88.5 度。 相反，南極還包含永久暴露在陽光下的區域。 南極地區有許多隕石坑和盆地，例如南極-艾托肯盆地，這似乎是月球最基本的特徵之一，還有山脈。南極平均溫度約為 260 K（−13 °C；8 °F）。

### 陨石坑

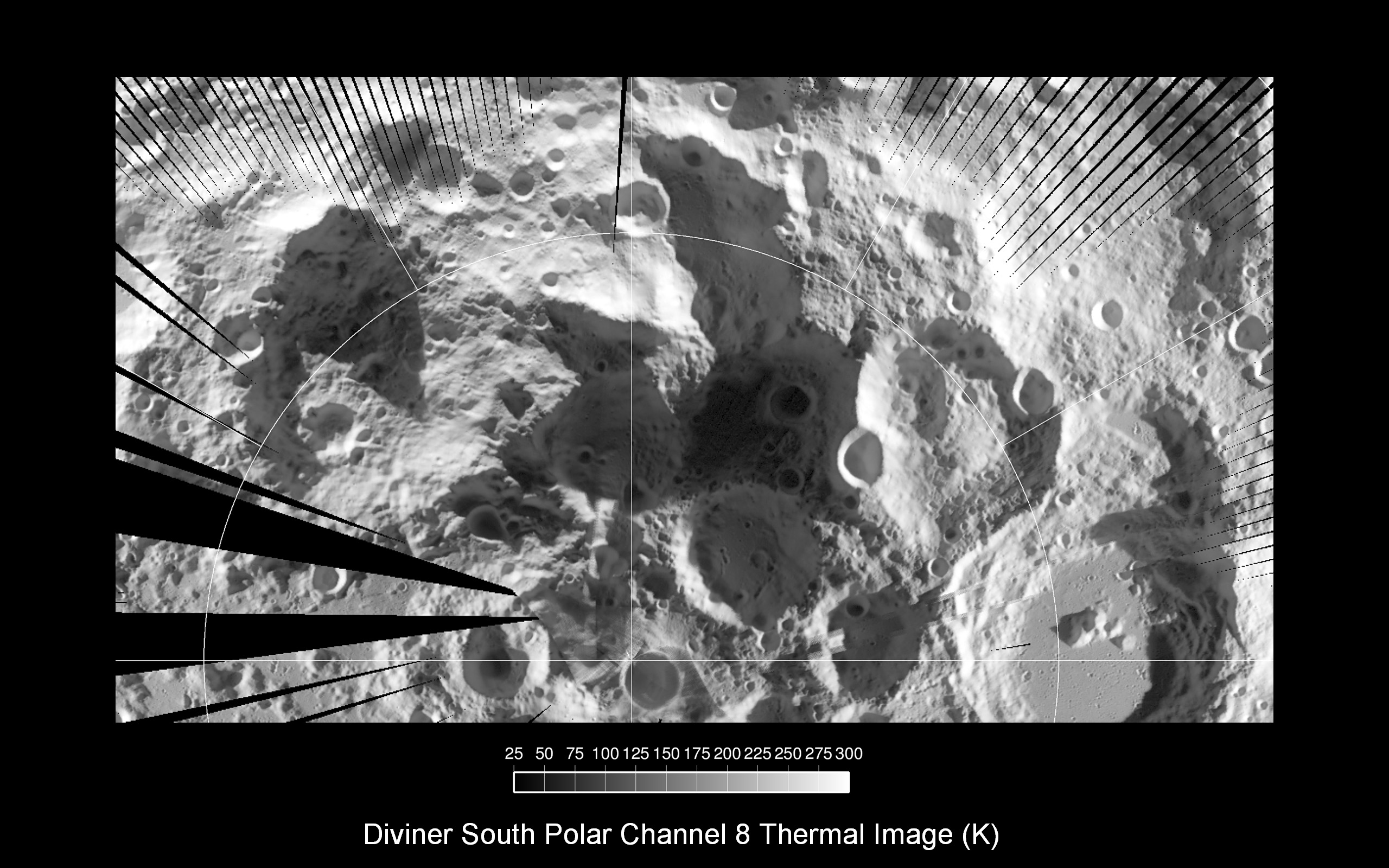
根据月球勘测轨道飞行器上红外线辐射计所测量数据构建的月球南极图

月球的自转轴点位于沙克尔顿坑内，最接近南极的著名撞击坑有：德·杰拉许陨石坑、斯维德鲁普陨石坑、舒梅克环形山、福斯蒂尼陨石坑、霍沃思环形山、诺毕尔环形山和卡比厄斯环形山。

## 探索

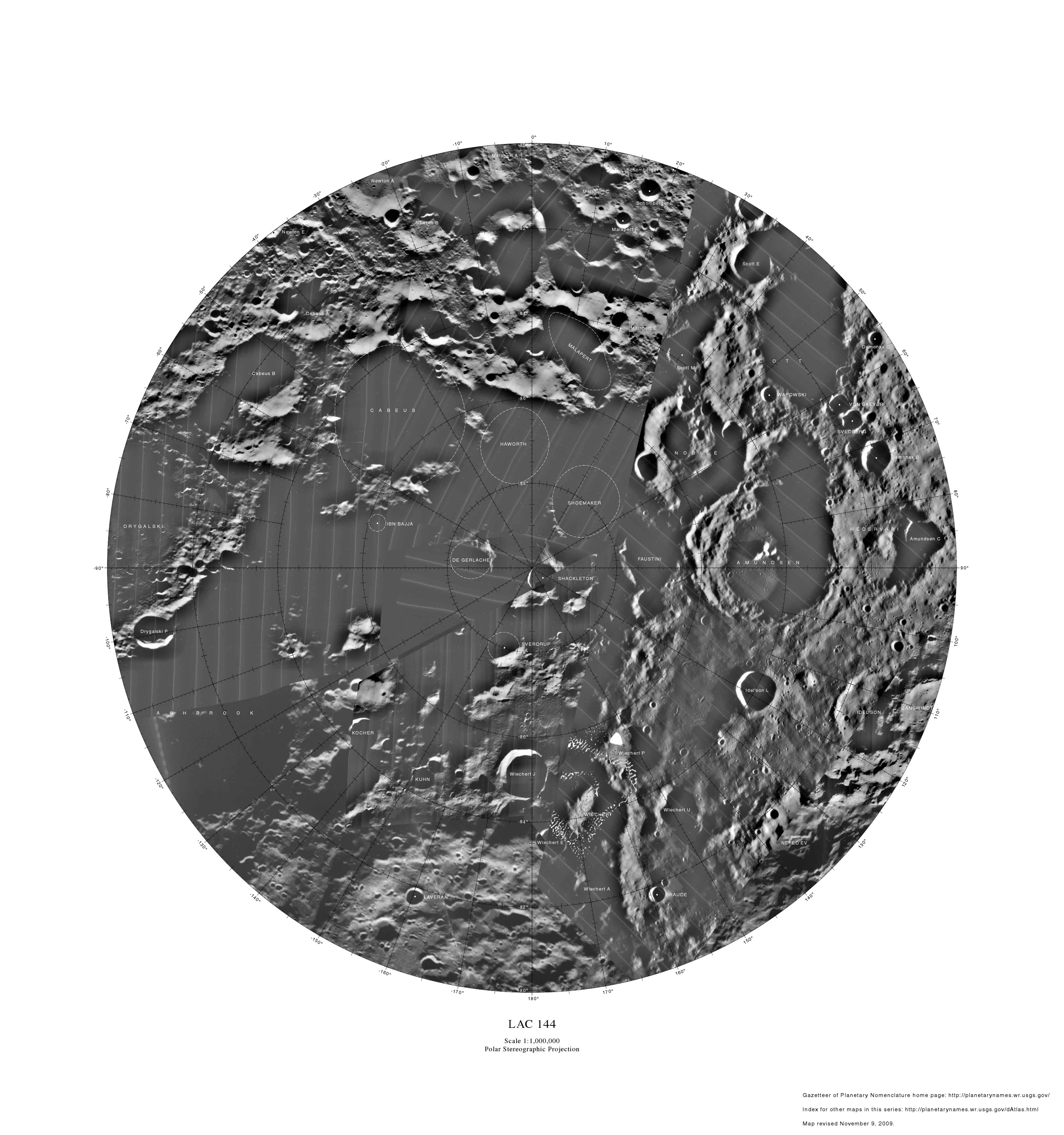
月球南极区域图. (>南緯80°S)

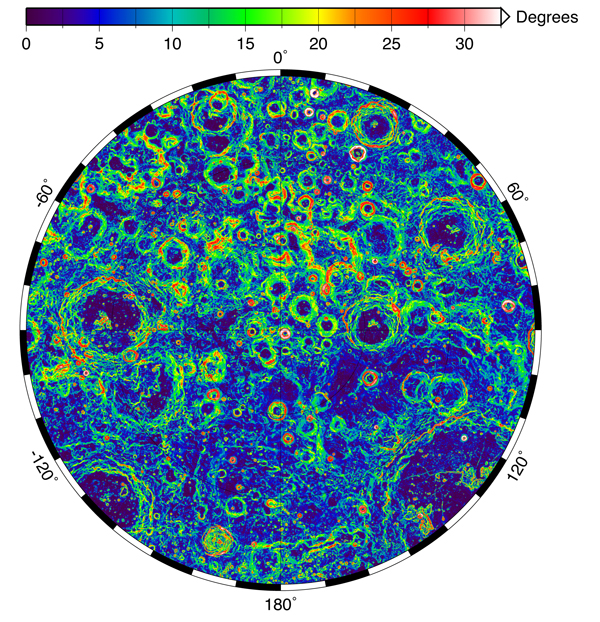
月球南極15度範圍內的斜坡度數

有数个国家的探测卫星从绕月轨道对月球南极地区进行过探索。通过美国的月球轨道器、克莱门汀号、月球探勘者、月球勘测轨道飞行器、日本的辉夜姬号和印度的月船1号等实施了广泛的研究，發現了月球水的存在。美国太空總署的月球坑观测和传感卫星在卡比厄斯环形山坑中发现了大量的水。月球坑观测和传感卫星任務故意撞向卡比厄斯环形山的地面，從樣本中發現它含有近5%的水。

### 月球勘測軌道飛行器
月球勘测轨道飞行器（LRO）由美国太空總署於2009年6月18日發射，目前仍在繪製月球南極地區的地圖。這項任務將幫助科學家了解月球南極地區是否有足夠的可持續資源來維持永久載人太空站。LRO 攜帶占卜者月球輻射計實驗（Diviner Lunar Radiometer Experiment），該實驗研究南極表面的輻射和熱物理特性。它可以檢測反射的太陽輻射和內部紅外線發射。LRO 占卜者實驗能夠探測到月球水冰可能被困在表面的位置。

### 月球坑观测和传感卫星
月球坑观测和传感卫星（LCROSS）是由美国太空總署營運的機器人太空船，該任務被認為是一種低成本手段，用於確定在月球極地地區檢測到的氫的性質。其在月船一號發現月球水後立即發射，LCROSS 的主要任務目標是進一步探討月球極地附近永久陰影隕石坑（永夜坑）中是否有冰形式的水。它是與月球勘测轨道飞行器（LRO）及其半人馬座上級一起發射的，成功確認月球南部卡比厄斯环形山有水。

### 月球撞击探测器
印度空间研究组织（ISRO）于2008年10月22日随月船1号发射了月球撞击探测器（MIP），后者於2008年11月14日20時06分（UTC）與繞月軌道運行的月船一號分離，並在近25分鐘後在沙克尔顿陨石坑边缘附近（89°33′S 122°56′W / 89.55°S 122.93°W）按预定计划硬着陆。透過這次任務，印度成為第一個硬著陸或撞擊月球南極的國家。这是目前世界上唯一一次探测器硬着陆月球南极的事件。

### 月球25號
俄羅斯於2023年8月10日發射了“月球25號 ”月球著陸器。月球25號花了五天時間到達月球，然後又繞著這顆天然衛星轉了五到七天。太空船隨後計劃降落在月球南極地區的博古斯瓦夫斯基环形山附近（69.545°S）或曼齐尼环形山附近（68.773°S），若着陆成功将是距离南极最近的探测器。在將探測器縮小到著陸前軌道的過程中，月球25號出現了「緊急情況」。月球著陸器在莫斯科时间8月19日下午2點57分（UTC11時57分）突然失去通訊，随后证实任务失败。
月球25號的主要任務是驗證著陸技術，這次任務攜帶了30（66磅）的科學儀器，包括一個用於採集土壤樣本的機械手臂和可能的鑽探硬體。這次發射是用聯盟-2.1b 號火箭和佛盖特上面级（Fregat）上面級從东方航天发射场進行的。

### 月船3号
印度空间研究组织於2023年8月23日成功在月面着陆的月船3号是首个在月球南极地区着陆的探测器，但其着陆点纬度为南緯69°，并非南緯80°以上的月球南极范围内，只是月球高纬度地区；尽管如此，月船3号仍是目前所有着陆器中最靠近月球南极点的。

### 奥德修斯号
2024年2月22日在马拉柏特环形山80°08′S 1°26′E / 80.13°S 1.44°E着陆的奥德修斯号月球着陆器实现了民营航天公司首次月球软着陆，也是1972年阿波罗17号之后第一艘在月球上软着陆的美国制造的航天器。

### 資源
| 化合物   | 分子式 | 組成  | 組成   |
| 化合物   | 分子式 | 月海  | 高地   |
| -------- | ------ | ----- | ------ |
| 二氧化硅 | SiO2   | 45.4% | 45.5%  |
| 氧化鋁   | Al2O3  | 14.9% | 24.0%  |
| 氧化鈣   | CaO    | 11.8% | 15.9%  |
| 氧化亚铁 | FeO    | 14.1% | 5.9%   |
| 氧化鎂   | MgO    | 9.2%  | 7.5%   |
| 二氧化鈦 | TiO2   | 3.9%  | 0.6%   |
| 氧化钠   | Na2O   | 0.6%  | 0.6%   |
|          |        | 99.9% | 100.0% |

太陽能、氧氣和金屬是南極地區豐富的資源。 通過在南極附近建立月球資源處理設施，太陽能發電將允許幾乎持續運行。  已知存在於月球表面的元素包括氫 (H)、 氧 (O)、矽 (Si)、鐵 (Fe)、鎂 (Mg)、鈣 (Ca)、鋁 (Al) ）、錳（ Mn）和鈦（Ti）。 其中較豐富的是氧、鐵和矽。 氧含量估計為 45%（按重量計）。

## 未来
美国国家航空航天局的商业月球有效载荷服务（CLPS）计划于2025年1月发射雅典娜号月球着陆器至沙克尔顿陨石坑（89.67°S），2025年9月发射格里芬1号任务至诺毕尔环形山（85.28°S），为阿耳忒弥斯计划载人載人登陸南極地區做準備。
中国国家航天局预计在2026年發射嫦娥七號探测器，在月球南極沙克尔顿坑進行探测任務。